# 韩州城遗址
韩州城遗址位于内蒙古自治区通辽市科尔沁左翼后旗查日苏镇城五家子嘎查村南500米处。
原称城五家子古城，被认为是辽朝设置的韩州最初的治所。2013年3月，以“韩州城遗址”的名称被中国国务院列为第七批全国重点文物保护单位（古遗址）。